# 21. rozdanie nagród Złotych Malin
Złote Maliny przyznane za rok 2000
| Kategoria                      | Dla                                                       | Za                                    |
| ------------------------------ | --------------------------------------------------------- | ------------------------------------- |
| Najgorszy film                 | Elie Samaha, Jonathan D. Krane, John Travolta             | Bitwa o Ziemię                        |
| Najgorszy film                 | Bill Carraro                                              | Księga cieni: Blair Witch 2           |
| Najgorszy film                 | Bruce Cohen                                               | Flintstonowie: Niech żyje Rock Vegas! |
| Najgorszy film                 | Jack Giarraputo, Robert Simonds                           | Mały Nicky                            |
| Najgorszy film                 | Leslie Dixon, Linne Radmin, Tom Rosenberg                 | Układ prawie idealny                  |
| Najgorszy remake lub sequel    | Bill Carraro                                              | Księga cieni: Blair Witch 2           |
| Najgorszy remake lub sequel    | Bruce Cohen                                               | Flintstonowie: Niech żyje Rock Vegas! |
| Najgorszy remake lub sequel    | Mark Canton, Neil Canton, Elie Samaha                     | Dorwać Cartera                        |
| Najgorszy remake lub sequel    | Brian Grazer, Ron Howard                                  | Grinch: Świąt nie będzie              |
| Najgorszy remake lub sequel    | Tom Cruise, Paula Wagner                                  | Mission: Impossible II                |
| Najgorszy aktor                | John Travolta                                             | Bitwa o Ziemię Numer stulecia         |
| Najgorszy aktor                | Arnold Schwarzenegger                                     | 6-ty dzień                            |
| Najgorszy aktor                | Leonardo DiCaprio                                         | Niebiańska plaża                      |
| Najgorszy aktor                | Adam Sandler                                              | Mały Nicky                            |
| Najgorszy aktor                | Sylvester Stallone                                        | Dorwać Cartera                        |
| Najgorsza aktorka              | Madonna                                                   | Układ prawie idealny                  |
| Najgorsza aktorka              | Kim Basinger                                              | Próba sił Marzyłam o Afryce           |
| Najgorsza aktorka              | Melanie Griffith                                          | Cecil B. Demented                     |
| Najgorsza aktorka              | Bette Midler                                              | Wspaniała Susann                      |
| Najgorsza aktorka              | Demi Moore                                                | Wyśniona namiętność                   |
| Najgorszy aktor drugoplanowy   | Barry Pepper                                              | Bitwa o Ziemię                        |
| Najgorszy aktor drugoplanowy   | Arnold Schwarzenegger                                     | 6-ty dzień                            |
| Najgorszy aktor drugoplanowy   | Forest Whitaker                                           | Bitwa o Ziemię                        |
| Najgorszy aktor drugoplanowy   | Stephen Baldwin                                           | Flintstonowie: Niech żyje Rock Vegas! |
| Najgorszy aktor drugoplanowy   | Keanu Reeves                                              | Obserwator                            |
| Najgorsza aktorka drugoplanowa | Kelly Preston                                             | Bitwa o Ziemię                        |
| Najgorsza aktorka drugoplanowa | Patricia Arquette                                         | Mały Nicky                            |
| Najgorsza aktorka drugoplanowa | Joan Collins                                              | Flintstonowie: Niech żyje Rock Vegas! |
| Najgorsza aktorka drugoplanowa | Thandie Newton                                            | Mission: Impossible II                |
| Najgorsza aktorka drugoplanowa | Rene Russo                                                | Rocky i Łoś Superktoś                 |
| Najgorszy duet aktorski        | John Travolta; każdy, kto mu towarzyszy                   | Bitwa o Ziemię                        |
| Najgorszy duet aktorski        | Arnold Schwarzenegger                                     | 6-ty dzień                            |
| Najgorszy duet aktorski        | Richard Gere i Winona Ryder                               | Miłość w Nowym Jorku                  |
| Najgorszy duet aktorski        | każda para aktorów                                        | Księga cieni: Blair Witch 2           |
| Najgorszy duet aktorski        | Madonna, Rupert Everett i Benjamin Bratt                  | Układ prawie idealny                  |
| Najgorsza reżyseria            | Roger Christian                                           | Bitwa o Ziemię                        |
| Najgorsza reżyseria            | Joe Berlinger                                             | Księga cieni: Blair Witch 2           |
| Najgorsza reżyseria            | Steven Brill                                              | Mały Nicky                            |
| Najgorsza reżyseria            | Brian De Palma                                            | Misja na Marsa                        |
| Najgorsza reżyseria            | John Schlesinger                                          | Układ prawie idealny                  |
| Najgorszy scenariusz           | Corey Mandell, J.D. Shapiro                               | Bitwa o Ziemię                        |
| Najgorszy scenariusz           | Daniel Myrick, Eduardo Sánchez, Dick Beebe, Joe Berlinger | Księga cieni: Blair Witch 2           |
| Najgorszy scenariusz           | Jeffrey Price, Peter S. Seaman                            | Grinch: Świąt nie będzie              |
| Najgorszy scenariusz           | Tim Herlihy, Adam Sandler, Steven Brill                   | Mały Nicky                            |
| Najgorszy scenariusz           | Tom Ropolewski                                            | Układ prawie idealny                  |